# Wacław Świerzawski
Wacław Józef Świerzawski (ur. 14 maja 1927 w Złoczowie, zm. 7 października 2017 w Sandomierzu) – polski duchowny rzymskokatolicki, profesor nauk teologicznych, biskup diecezjalny sandomierski w latach 1992–2002, od 2002 biskup senior diecezji sandomierskiej.

## Życiorys

### Młodość i wykształcenie
Urodził się 14 maja 1927 w Złoczowie. Podczas okupacji kształcił się w średniej szkole handlowej, kończąc ją w 1943, a także pobierał nauki na tajnych kompletach w liceum humanistycznym w Złoczowie, uzyskując w 1944 świadectwo dojrzałości. W obawie przed wywozem na przymusowe roboty do Niemiec w roku szkolnym 1943/1944 był kościelnym w Złoczowie. W 1944 rozpoczął studia filozoficzno-teologiczne w Wyższym Seminarium Duchownym we Lwowie. Od 1945, po przymusowym przeniesieniu seminarium, odbywał studia w Kalwarii Zebrzydowskiej. Święcenia subdiakonatu i diakonatu otrzymał przez posługę Eugeniusza Baziaka, arcybiskupa metropolity lwowskiego, który 11 grudnia 1949 w kościele Matki Bożej Anielskiej w Kalwarii Zebrzydowskiej (sanktuarium Matki Bolesnej Kalwaryjskiej) udzielił mu również święceń prezbiteratu.
Magisterium z teologii uzyskał w 1950 na Wydziale Teologicznym Uniwersytetu Jagiellońskiego. W latach 1952–1954 studiował prawo kanoniczne na Wydziale Teologii Katolickiej Uniwersytetu Warszawskiego. W związku z likwidacją wydziału magisterium otrzymał na Wydziale Prawa Kanonicznego Akademii Teologii Katolickiej w Warszawie. W latach 1964–1968 studiował w Instytucie Liturgicznym św. Anzelma w Rzymie, gdzie w 1968 na podstawie dysertacji Wiara i kult w komentarzach św. Tomasza z Akwinu do «Listów św. Pawła» uzyskał doktorat teologii. Habilitację otrzymał w 1975 na Papieskim Wydziale Teologicznym w Krakowie na podstawie rozprawy Dynamiczna «Pamiątka» Pana. Eucharystyczna anamneza Misterium Paschalnego i jego egzystencjalna dynamika. Specjalizację pogłębiał na stypendium naukowym w Waszyngtonie w 1978. W 1981 uzyskał tytuł profesora nadzwyczajnego, a w 1989 tytuł profesora zwyczajnego nauk teologicznych.

### Prezbiter
W latach 1949–1950 pomagał w pracy duszpasterskiej w Nysie, dokąd zostali przesiedleni jego rodzice. W latach 1950–1952 pracował jako wikariusz w parafii św. Wojciecha w Cieszanowie. W latach 1952–1957 był kapelanem sióstr dominikanek w Zielonce koło Warszawy, a w latach 1957–1964 duszpasterzem akademickim przy kolegiacie św. Anny w Krakowie. W latach 1968–1989 pełnił funkcję rektora kościoła św. Marka w Krakowie, a w latach 1980–1985 był równocześnie dyrektorem pobliskiego domu księży emerytów. Przy kościele św. Marka otworzył ośrodki duszpasterstwa liturgicznego i duszpasterstwa akademickiego dla studentów Papieskiej Akademii Teologicznej, zorganizował katechumenat i reaktywował Bractwo św. Zofii.
Założył świeckie instytuty: Wspólnotę Przenajświętszej Trójcy (1956) i Wspólnotę Chrystusa Kapłana, Proroka i Króla (1971), a także zgromadzenie jadwiżanek wawelskich (1990). W Episkopacie Polski został w 1975 członkiem Komisji ds. Uchwał Soboru Watykańskiego II, a w 1980 Komisji ds. Liturgii i Duszpasterstwa Liturgicznego. W 1979 otrzymał godność kapelana honorowego Jego Świątobliwości.

### Działalność naukowo-dydaktyczna
W 1968 na Papieskim Wydziale Teologicznym w Krakowie (następnie Papieskiej Akademii Teologicznej) założył Instytut Liturgiczny im. bł. Michała Giedroycia, którym kierował do 1998. W 1991 utworzył przy nim Studium Katechumenalne. W latach 1969–1975 był kierownikiem i wykładowcą w Studium Liturgicznym w Rzeszowie (przekształconym później w Studium Pastoralne).
W 1975 został mianowany docentem oraz kierownikiem Katedry Teologii Liturgii i kuratorem Katedry Homiletyki Papieskiego Wydziału Teologicznego w Krakowie. W 1989 objął funkcję kuratora Katedry Teologii Życia Wewnętrznego. W latach 1988–1992 sprawował urząd rektora Papieskiej Akademii Teologicznej w Krakowie. W tym czasie zaaranżował konwersatoria interdyscyplinarne „Communio et Communicatio”, a herb uczelni opatrzył hasłem „Euntes docete” (Idźcie i nauczajcie).
Został przewodniczącym Kolegium Władz Akademickich Uczelni Papieskich w Polsce, a także członkiem Zespołu Rektorów Federacji Uniwersytetów Katolickich Europy. W 1983 wszedł w skład zespołu redakcyjnego polskiej edycji czasopisma „Communio”.

### Biskup
25 marca 1992 decyzją papieża Jana Pawła II został prekonizowany biskupem diecezjalnym diecezji sandomierskiej. 28 kwietnia 1992 otrzymał święcenia biskupie i odbył ingres do katedry Narodzenia Najświętszej Maryi Panny w Sandomierzu. Konsekrował go arcybiskup Józef Kowalczyk, nuncjusz apostolski w Polsce, w asyście Ignacego Tokarczuka, arcybiskupa metropolity przemyskiego, Bolesława Pylaka, arcybiskupa metropolity lubelskiego, i Mariana Jaworskiego, arcybiskupa metropolity lwowskiego. Jako zawołanie biskupie przyjął słowa „Apostolus Iesu Christi” (Apostoł Jezusa Chrystusa). W latach 1996–1999 przeprowadził drugi synod diecezjalny, a w 1997 diecezjalny kongres eucharystyczny. Założył ośrodek katechumenalny dla diecezji sandomierskiej (1993), Dom Rekolekcyjny w Radomyślu nad Sanem (1995) i Katolicki Dom Kultury Arka w Racławicach (1996). Powołał ośrodki Caritas (1992), Katolickiego Stowarzyszenia Młodzieży (1993), Stowarzyszenia Rodzin Katolickich (1993) i Akcji Katolickiej (1995). W 1994 otworzył Dom Samotnej Matki. W 1992 erygował w Sandomierzu Instytut Liturgiczny im. bł. Michała Giedroycia (od 1993 Instytut Teologiczny im. bł. Wincentego Kadłubka). Utworzył Liceum Katolickie im. Świętej Jadwigi Królowej w Sandomierzu (1997) oraz katolickie uniwersytety ludowe w Staszowie (1994), Modliborzycach (1995), Nisku (1995) i w Łagowie Opatowskim (1997). W 2000 ustanowił kapitułę kolegiacką w Ostrowcu Świętokrzyskim. W 1994 zarządził wieczystą adorację i dyżury w konfesjonale w kościele Świętego Ducha w Sandomierzu, a w 1996 zapoczątkował doroczną diecezjalną pielgrzymkę do grobów św. Stanisława i św. Jadwigi. W 1994 wprowadził duszpasterskie konwersatoria „Communio et communicatio” dla duchowieństwa i świeckich, a w 1997 zebrania naukowe dla kapłanów w Wyższym Seminarium Duchownym w Sandomierzu. W 1999 gościł w Sandomierzu papieża Jana Pawła II. 7 października 2002 papież Jan Paweł II przyjął jego rezygnację z obowiązków biskupa diecezjalnego sandomierskiego.
W 1993 zorganizował krajowy kurs katechumenalny dla duszpasterzy, a następnie przygotowywał coroczne sympozja „Sandomierskie Dni Duszpasterskie”. W 1996 powołał Sodalicję św. Jadwigi Królowej, a w 2001 Wspólnotę Kapłanów Chrystusa Paschalnego.
W ramach prac Episkopatu Polski był przewodniczącym Komisji ds. Kultu Bożego i Dyscypliny Sakramentów (1994–2001), a ponadto zasiadał w Komisji ds. Duszpasterstwa Ogólnego (1994–2001) i w Radzie Naukowej (1997–2001). W 1994 został członkiem Kongregacji ds. Kultu Bożego i Dyscypliny Sakramentów.
W 2002 był współkonsekratorem podczas sakry biskupa diecezjalnego sandomierskiego Andrzeja Dzięgi.
Zmarł 7 października 2017 w  Szpitalu Specjalistycznym Ducha Świętego w Sandomierzu. 16 października 2017 został pochowany w krypcie katedry sandomierskiej.

## Odznaczenia i wyróżnienia
Postanowieniem prezydenta RP Andrzeja Dudy z 8 grudnia 2017 został pośmiertnie odznaczony Krzyżem Kawalerskim Orderu Odrodzenia Polski.
W 2007 z nadania Burmistrza Sandomierza otrzymał Honorowe Wyróżnienie „Bene Meritus”.